# نورفن‌فلورآمین
نورفن‌فلورآمین (به انگلیسی: Norfenfluramine) یک ترکیب شیمیایی با شناسه پاب‌کم ۱۵۸۹۷ است. 